# ファミリーコンピュータ ディスクシステム
ファミリーコンピュータ ディスクシステム（Family Computer Disk System）は、任天堂から1986年2月21日に発売されたファミリーコンピュータ用の周辺機器。「ファミコン ディスクシステム」あるいは単に「ディスクシステム」とも略される。
「ディスクカード」と呼ばれる、専用のディスクメディアに書き込まれたソフトウェアを読み込むことでゲームをプレイできる。この媒体は当時ファミリーコンピュータのソフトウェア供給を担っていたカートリッジ（ロムカセット）に比べて大容量であり、また波形メモリ音源の搭載によるサウンド機能の拡張を利点としていた。また、専用機器である「ディスクライター」を使用することで、ディスク内部のゲームを別のものに書き換えることができた。しかし、カートリッジの大容量化が進んだことに加え、拡張音源を備えたカートリッジも登場するなど技術革新が進んだことからカートリッジに対する優位性を次々と失い、早期に衰退する結果となった。
ディスクカードの書き換えサービスは2003年（平成15年）9月、ディスクシステム本体の修理は2007年（平成19年）10月をもって終了した。
日本国外では香港にて、1980年代当時任天堂とライセンス契約をしていた西門玩具有限公司が輸入販売を行っていた。それ以外の地域では発売されていない。

## ハードウェア

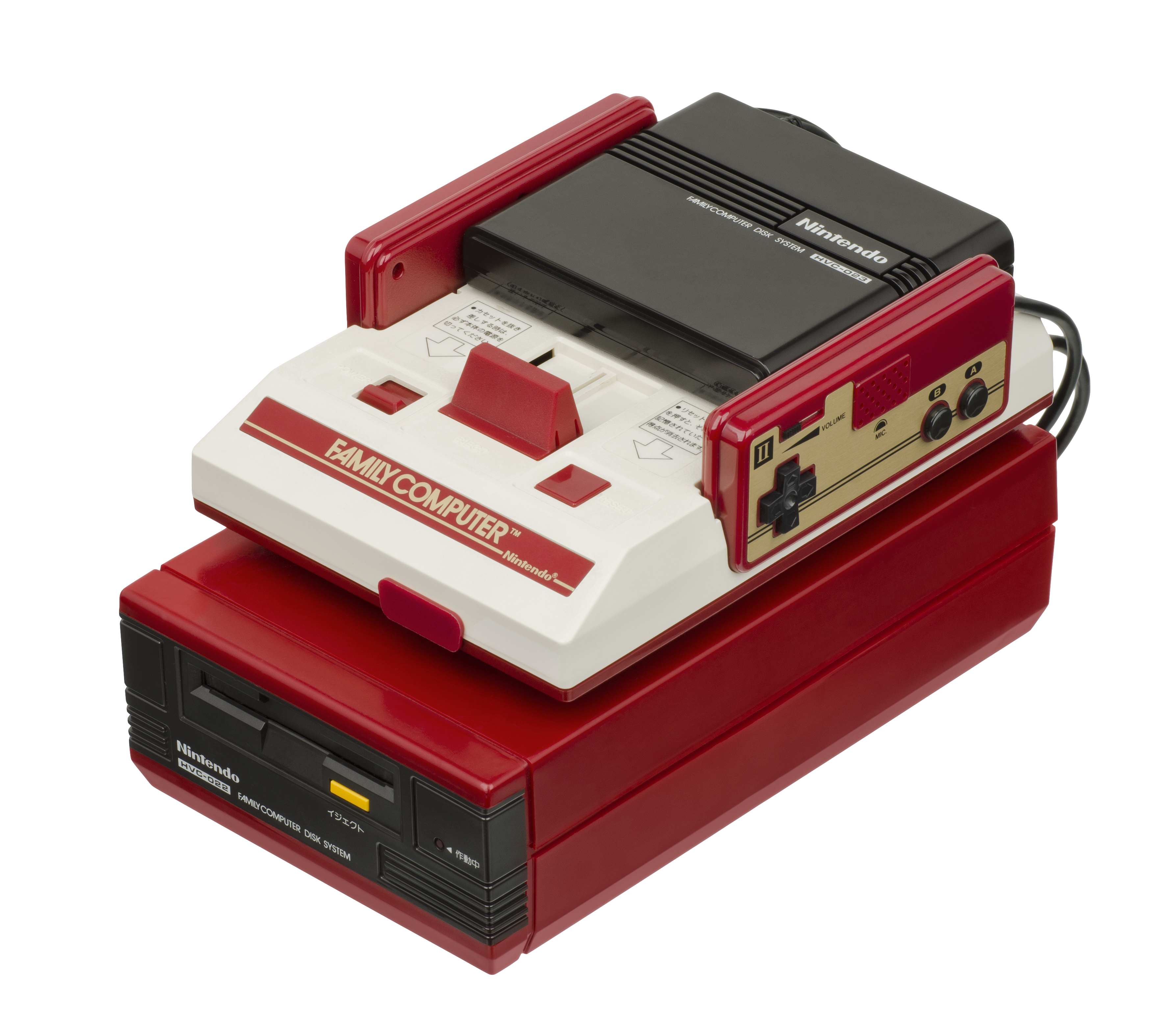
ファミリーコンピュータ（ファミコン）と接続した様子。画像のようにファミコンを上に載せず、ディスクシステムの横側においても良い。
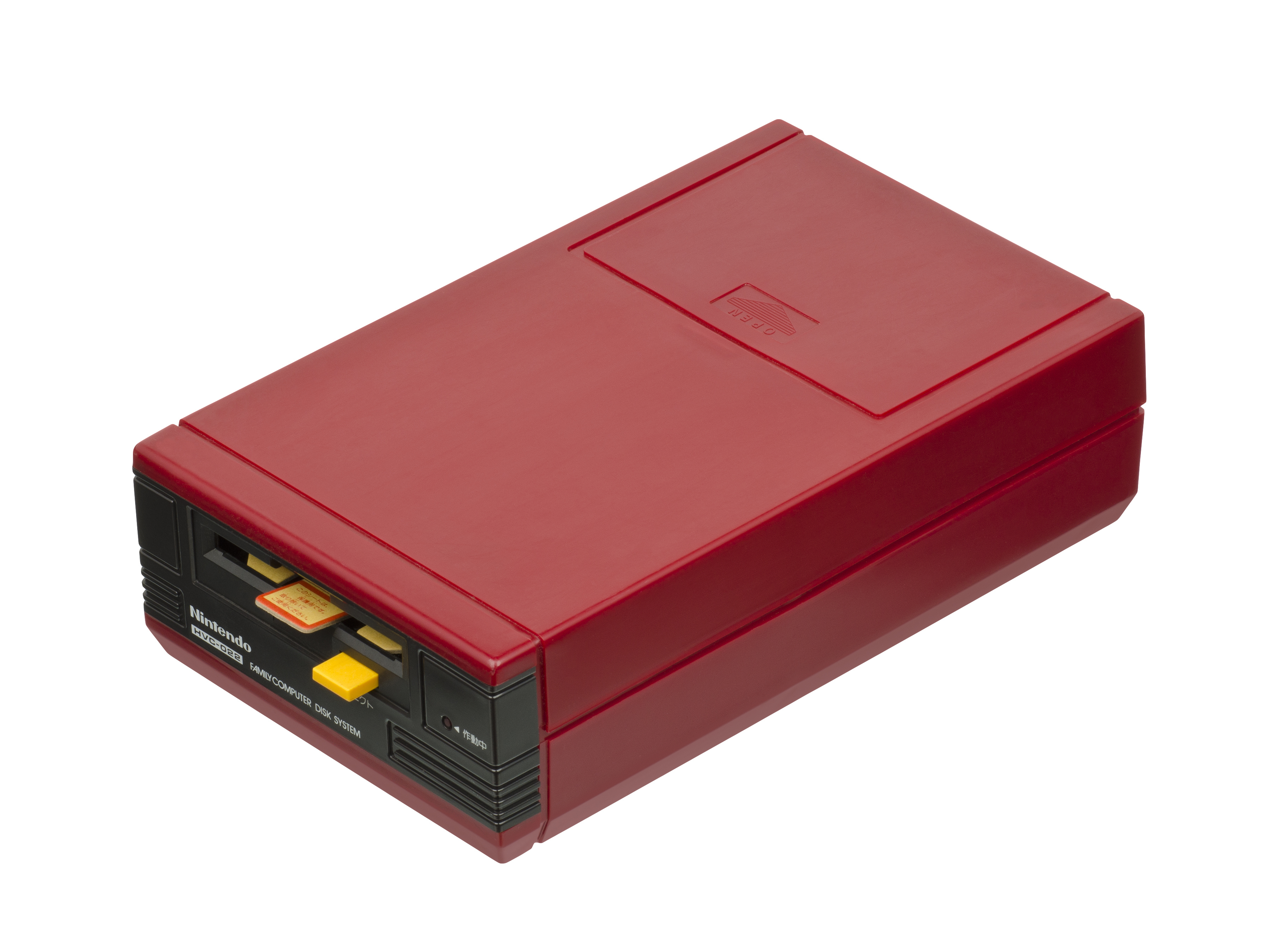
ディスクドライブの上側および正面。
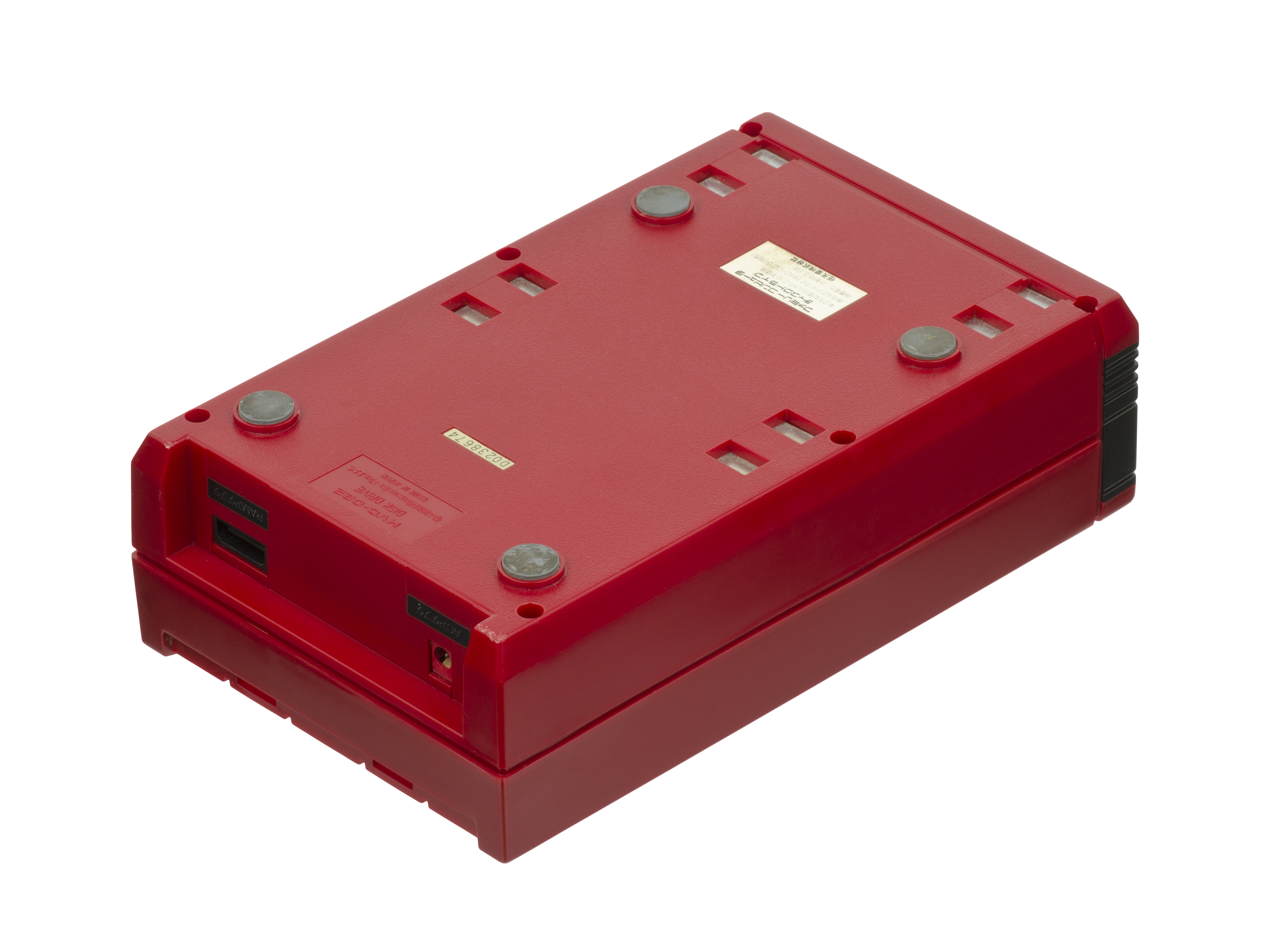
ディスクドライブの底面および背面
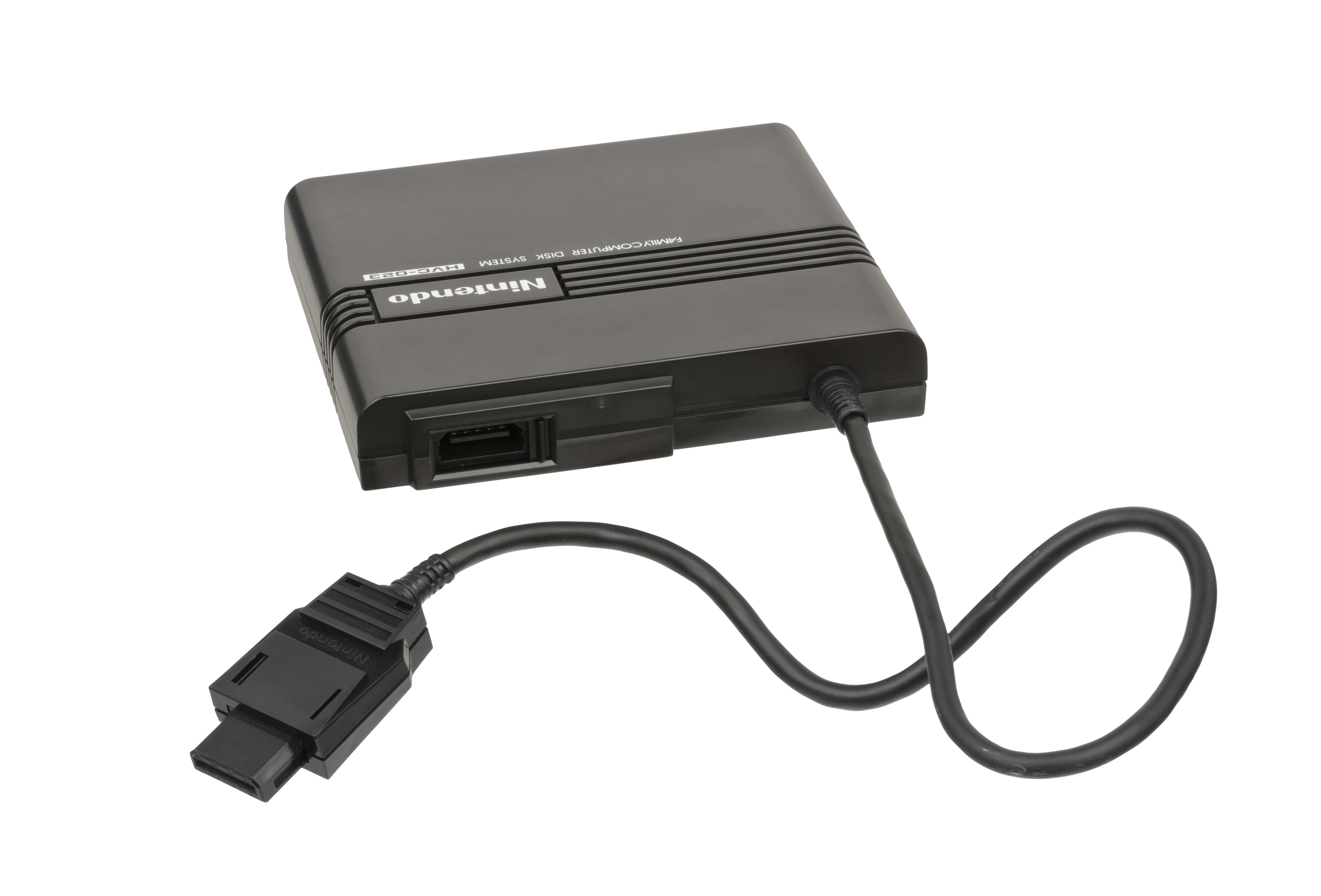
RAMアダプタの背面
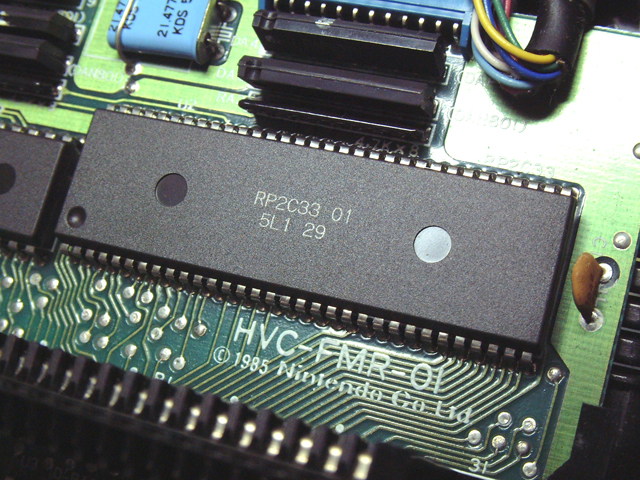
ディスクシステムコントロール&音源LSI RP2C33

従来のファミリーコンピュータ用ゲームプログラムは、カートリッジ（ロムカセット）に内蔵されたROMに格納されていた。それに対し、ディスクシステムは「ディスクカード」と呼ばれる磁気ディスクに記録されたプログラムやデータを、必要なときにメモリ上に読み込んで実行する形式である。ディスクを読み取るディスクシステム本体 (HVC-022) と、ソフトウェアの情報をファミリーコンピュータ本体に供給するRAMアダプタ (HVC-023) からなり、ファミリーコンピュータまたはAV仕様ファミリーコンピュータに接続することでシステムを構成する。別売ACアダプタ、または単2電池6本で動作する。
RAMアダプタをファミリーコンピュータのカセット差込口にセットし、そこから延びるコードをドライブ本体に接続する。写真などではファミリーコンピュータをドライブの上に乗せている場合が多いが、必ずしもそうする必要はなく、双方の固定もされていない。後述のディスクライターに表示される映像でも、ディスクシステムをファミコンの横に置いている。固定用の「ファミコン システムラック」が後にハドソンから発売された。
内蔵されるRAMはプログラムデータ用が256キロビット、スプライトと背景用が64キロビットで、途中の読み込みなしに使える量は片面の半分ほどにあたる。ディスク読み込み装置としてのみならず、新しい機能もいくつか追加された。
任天堂のゲーム機としては初めて起動音を採用した。起動画面では、起動BGMが流れた後にマリオとルイージが明かりを点灯・消灯する映像が流れ続ける。本機の起動BGMは、後のニンテンドー ゲームキューブのメインメニューBGMとして、スローテンポにした状態で用いられている。

### BIOS
ディスクシステムにはBIOSが存在し、ファイルの読み書きやスプライトの表示・消去といった動作をする。このBIOSは、RAMアダプタのオフセット0xE000 - 0xFFFFにロードされる。

### RAMアダプタのROMチェック画面
スタートボタンとセレクトボタンを押した状態で電源を投入するとポートチェック画面が見られる。その画面が表示される前に十字キー右とAボタンを押すとメッセージが見られる。このとき数字が出ないのは旧バージョン、DEV 2があれば新バージョン。RAMアダプタのみでも可能。

### サウンド
ファミコン本体では矩形波など限られた音色しか出せず、ROMカートリッジでは音源の拡張に特殊なチップを要した。それに対し、ディスクシステムではサウンド機能を拡張するために、周波数変調できる波形メモリ音源が搭載され、ゲームプログラムから利用できるようになった。このように、ディスクシステムは最初から拡張された音源を使用できるのが利点だった。

## 周辺機器
| 型番    | 名称                               | 備考 |
| ------- | ---------------------------------- | --- |
| HVC-021 | ディスクカード                     | ファミリーコンピュータ ディスクシステム専用の記録媒体。                                                  |
| HVC-022 | ディスクドライブ                   | ファミリーコンピュータ ディスクシステムの読み込み装置。専用ACアダプタ、もしくは単二乾電池6本で駆動する。 |
| HVC-023 | RAMアダプタ                        | ディスクドライブとファミリーコンピュータ本体を接続する機器。                                             |
| HVC-025 | ディスクドライブ専用ACアダプタ     | ディスクドライブの電源の一つ。DC端子が現在主流のタイプではない特殊なACアダプタ。                         |
| HVC-027 | カードクリーナー                   | ディスクカードをクリーニングする機器。                                                                   |
| HVC-028 | カートリッジ                       | ディスクカードをクリーニングする機器。                                                                   |
| HVC-029 | クリーニングスプレー               | クリーニングカードに吹きかけて使用する洗浄液。                                                           |
| HVC-030 | クリーニングカード                 | ディスクドライブのディスクヘッドをクリーニングする機器。                                                 |
| HVC-035 | ネットワークアダプタ               | ディスクシステムを利用して、ファミリーコンピュータネットワークシステムに接続できる。未発売。             |
| HVC-037 | ネットワークアダプタ専用ACアダプタ | ネットワークアダプタの電源。専用ACアダプタ。未発売。                                                     |
| HVC-038 | テレフォンスイッチ                 | 電話線を分岐させることができる機器。未発売。                                                             |

### ディスクカード

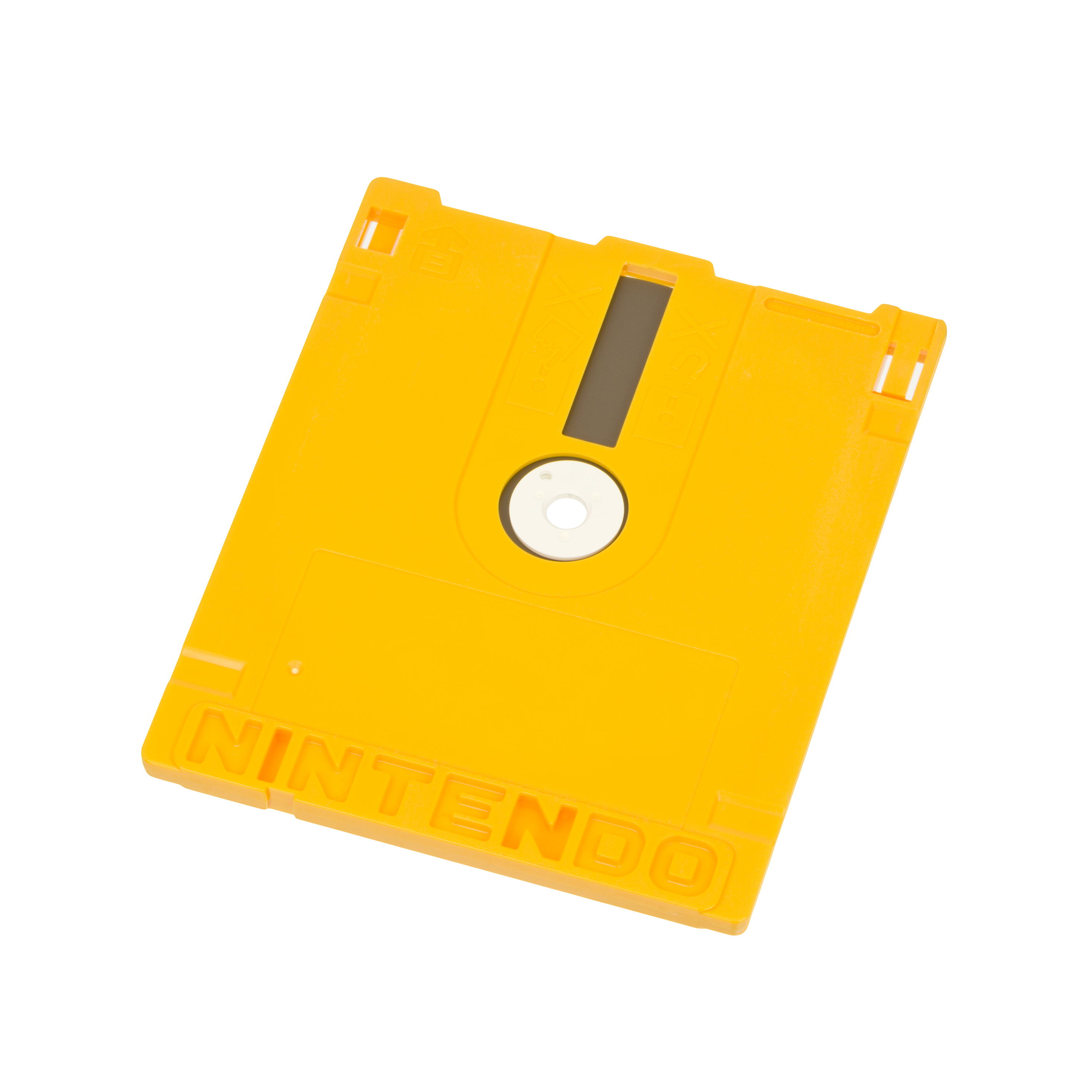
黄のディスクカード

ディスクシステムに用いる「ディスクカード」は、当時まだ高価だったフロッピーディスクの廉価代用品となるべくミツミ電機で開発されたクイックディスク規格を元に作られた。技術的な仕様はクイックディスクと同様で、両面それぞれが利用できアクセス速度が比較的速いが、トラックは1つのみ、シーケンシャルアクセス限定でランダムアクセスができないため、一度のロード（セーブ）にかかる時間は一定である。逆側の面を読み込ませる場合には、画面の指示に従って手動でディスクを裏返す必要がある。
ディスクカードの容量は両面で896キロビット（112キロバイト）で、登場した時期のロムカセットに比較して約3倍の容量を持っていた。さらにゲームの途中のデータやハイスコアなどをディスクカードにセーブすることにより、本体の電源を切った後もデータを保持できるといったことも、当時のロムカセットでは不可能なことだった。またセーブ機能の導入により、プレイヤーが遊び続けたいという気持ちを想起するだけでなく、仲間同士でスコアを比較しあうといったコミュニケーションツールとしての発展につながった。
両面ソフトの場合は必ずA面から読み込ませる必要があり、B面から読ませようとするとエラーが発生する。そうした特徴からタイトル画面のデータとセーブ領域をA面にまとめているソフトが多い。
ほとんどのタイトルは両面ソフトだが、片面や2枚組のソフトも存在する。片面ソフトは1枚のディスクのもう片面に別の片面ソフトを書き込むことができた。2枚組ソフトは両面ソフト2枚を使った前後編で、後編の再開・中断には前編ディスクが必須だった。
任天堂純正品のディスクの色には、
- 通常の黄色ディスク
- シャッター付きの青色ディスク
- イベント景品用の金色ディスク
- 同じくイベント景品用に作られた銀色ディスク
- 開発用の白色ディスク
- 検品用のピンク色ディスク

の6種類存在する。銀色ディスクは流通数が少なく知名度が低い。
ディスケット形状はクイックディスクに比べやや細長くなっており、ディスク下部に「NINTENDO」の刻印がある。この刻印はドライブ挿入時にかみ合う仕組みになっており、任天堂純正品以外は用いることができないように工夫されていたが、実際には通常のクイックディスクも、ディスケットの形状さえハックできれば、フォーマットすることで普通に使用できた。任天堂からはデータが収録されていない、いわゆる生ディスクは供給されず、ゲームソフトを購入して後述するディスクライターに書き換えることになっていた。クイックディスクはMIDIシーケンサーやMZ-1500、MSXに採用されていたが、流通量は多くはなく、三才ブックス『バックアップ活用テクニック』誌のPART10には当時まだ存在していた8インチのフロッピーディスクを切り抜いてクイックディスクに改造する制作記事まで掲載された。その後、アイ・ツーやハッカーインターナショナルから非公認の生ディスクが発売されていた。また、市販のクイックディスクに取り付けて「NINTENDO」刻印でのメディア選別をすり抜けるためのアダプターも発売されていた。その一例として、「ディスクワッカー」と呼ばれるアタッチメントが発売された。

#### ディスクライター
ディスクカードは任天堂の認定店である玩具店もしくはゲーム専門店に設置されていた「ディスクライター」を使うことで、内容を別のゲームに書き換えることができた。書き換えについては書き換えたいゲームのデータが記録された「ソフトパック」という大型のカートリッジや持ち込んだディスクカードをディスクライターに挿入して行われ、書き換え動作は設置店の店員が担当していた。設置台数は全国で約3,200台。書き換えの料金は通常1タイトル500円、永谷園のCMが出る『帰ってきたマリオブラザーズ』は400円と、新規にディスクカードを購入するよりも安くゲームを楽しむことができたため、当時の主要ユーザーだった児童層からこのシステムは歓迎された。なお、新作の発売と同時に書き換えが開始されるわけではなく、2週間から1か月半ほど期間を開けてから行われていた。
前述のように市場には公式な生ディスクは存在せず、書き換えするためにはまずゲームソフトを購入してディスクを入手することになっていた。『スーパーマリオブラザーズ2』など、片面のみ用いる一部の市販ディスクはB面が初めから空いており、B面に別のゲームを書き込めた。一部のディスクライターで供給されたソフトにはパッケージ販売された新作ゲームだけでなく、過去にロムカセットで販売された作品や、ディスクライターでのみ購入できた書き換え専用ソフトも存在する。またソフトによっては、パッケージ版と書き換え版で一部内容が異なる場合がある。
書き換えたゲームの説明書はパッケージ販売用と同じものが用意され、一部のゲームでは一冊100円で販売、その他は無料で配布していたが、後にパッケージ販売用とは異なる、2色印刷の簡易版が無料配布される形式へ変更された。書き換え版の供給されたすべての説明書にはディスクカードに貼り付けるタイトルシールが付属したが、のちにタイトルシールが不足したため自分でゲームタイトル名をペンで書き込むタイプの白色シールの「ネームラベル」が代わりにされた。さらに、書き込みの受付が終了する直前には書き換え希望が殺到し、説明書や白のネームラベルも品切れとなった店も存在した。
ディスクライターはディスクシステムの衰退とともに任天堂に回収される形で1993年（平成5年）2月中旬に店頭から撤去され始め、3月末には店頭から姿を消した。一方でユーザーへの救済措置のため、その後も同額にて任天堂本社、及び支店（札幌・東京・大阪・名古屋・岡山）で郵送または社内持込による対応が行われていたが、経年による機材老朽化で維持継続が困難となり2003年9月30日到着分を最後に対応が終了した。その後ディスクライターは任天堂に保管され、現存する最後の1台であるディスクライターが2014年（平成26年）公開の映画『ゲームセンターCX THE MOVIE 1986 マイティボンジャック』に登場。2023年（令和5年）にはファミコン40周年キャンペーンの一環としたインターネット番組『ファミコントークショップ コバヤシ玩具店』ではスタジオのセットとしてディスクライターが飾られている。

#### ディスクファックス
ディスクシステムは黄色のディスクが一般的だが、後期には青色のシャッター付きのディスクを必要とするソフトも発売された。これは店頭に設置された、ディスクに保存されたスコアやセーブデータなどを任天堂とやりとりする「ディスクファックス」と呼ばれる装置に対応したディスクで、黄色のディスクとは上位互換である。対応ソフトは『ゴルフJAPANコース』『ゴルフUSコース』『中山美穂のトキメキハイスクール』『ファミコングランプリ F1レース』『ファミコングランプリII 3Dホットラリー』の計5種。また、未対応ではあるが『リサの妖精伝説』も青ディスクが採用されていた。青ディスクには書き換えソフトの制限は無いが、逆に黄色ディスクを青ディスク用の前記6タイトルに書き替えることはできない。
1988年（昭和63年）サービス終了。

### ネットワークアダプタ
このシステムは任天堂が普及に意欲を見せていた、ファミリーコンピュータを用いた家庭用通信システムの試金石とも位置づけられるものであり、ディスクシステムのディスクドライブにも通信用拡張ポートが備えられていた。同じ拡張ポートはツインファミコンにも存在する。
任天堂は1986年秋を目途に「ファミリーコンピュータ・ネットワークシステム」を開始し、NTTの大型コンピュータに接続されたネットワークを介して1つのゲームへの同時参加やメッセージのやり取りを行う構想を、1985年（昭和60年）9月に山内博社長が明らかにした。
ディスクシステムを利用したネットワークシステムの機器（HVC-035 ネットワークアダプタ）は発売されず実現しなかったが、1988年（昭和63年）7月発売の「ファミリーコンピュータ通信アダプタセット」（HVC-050）に応用され、キャプテンシステムへの接続や株式売買（ファミコントレード）、公営競技の電話投票 (JRA-PAT) などのサービスが行われた。ユーザーは別売りの通信アダプタを購入してファミコンに挿入すると、電話回線 (DDX-TP) を介してこれらのサービスに接続できた。しかし、処理速度やグラフィック表示など性能面での限界が低いファミコンを使ったこれらのシステムは、パソコンで行うパソコン通信による同様のサービスに移行する形で淘汰された。なお、JRA-PATは2015年（平成27年）7月末日まで、賭式の制限があるものの勝馬投票券を購入できた。

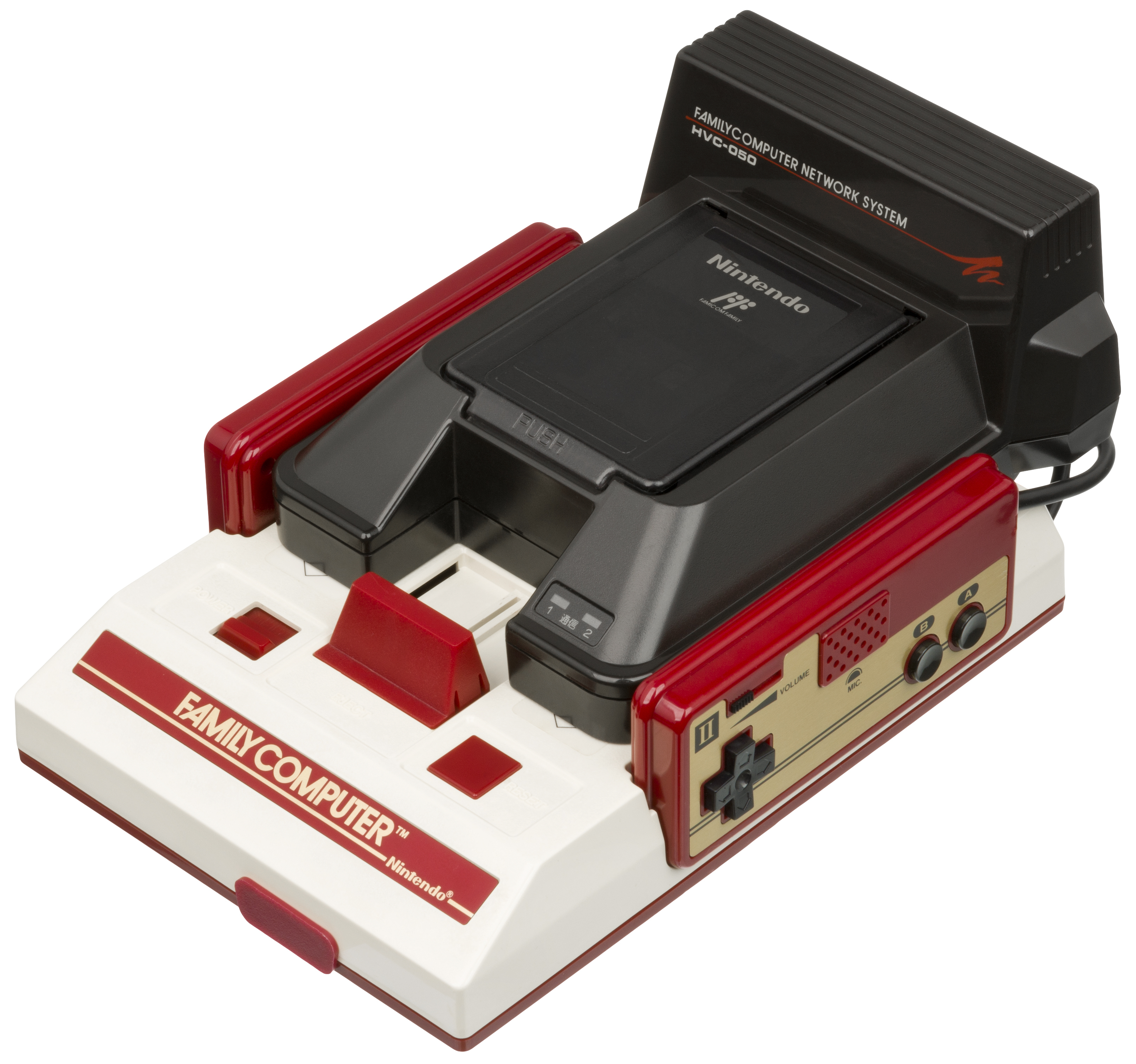
ファミリーコンピュータ 通信アダプタセット（HVC-050）
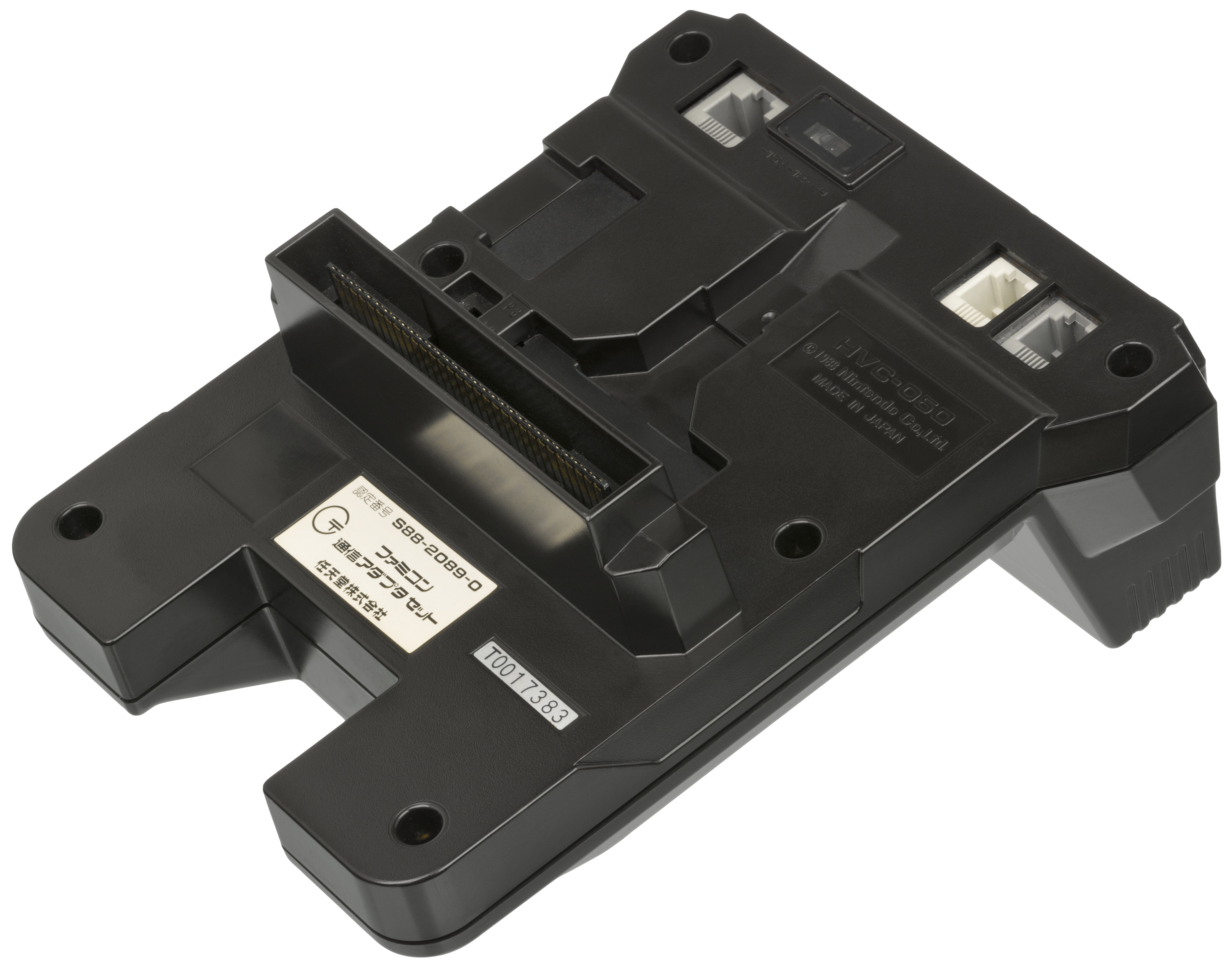
通信アダプタの背面
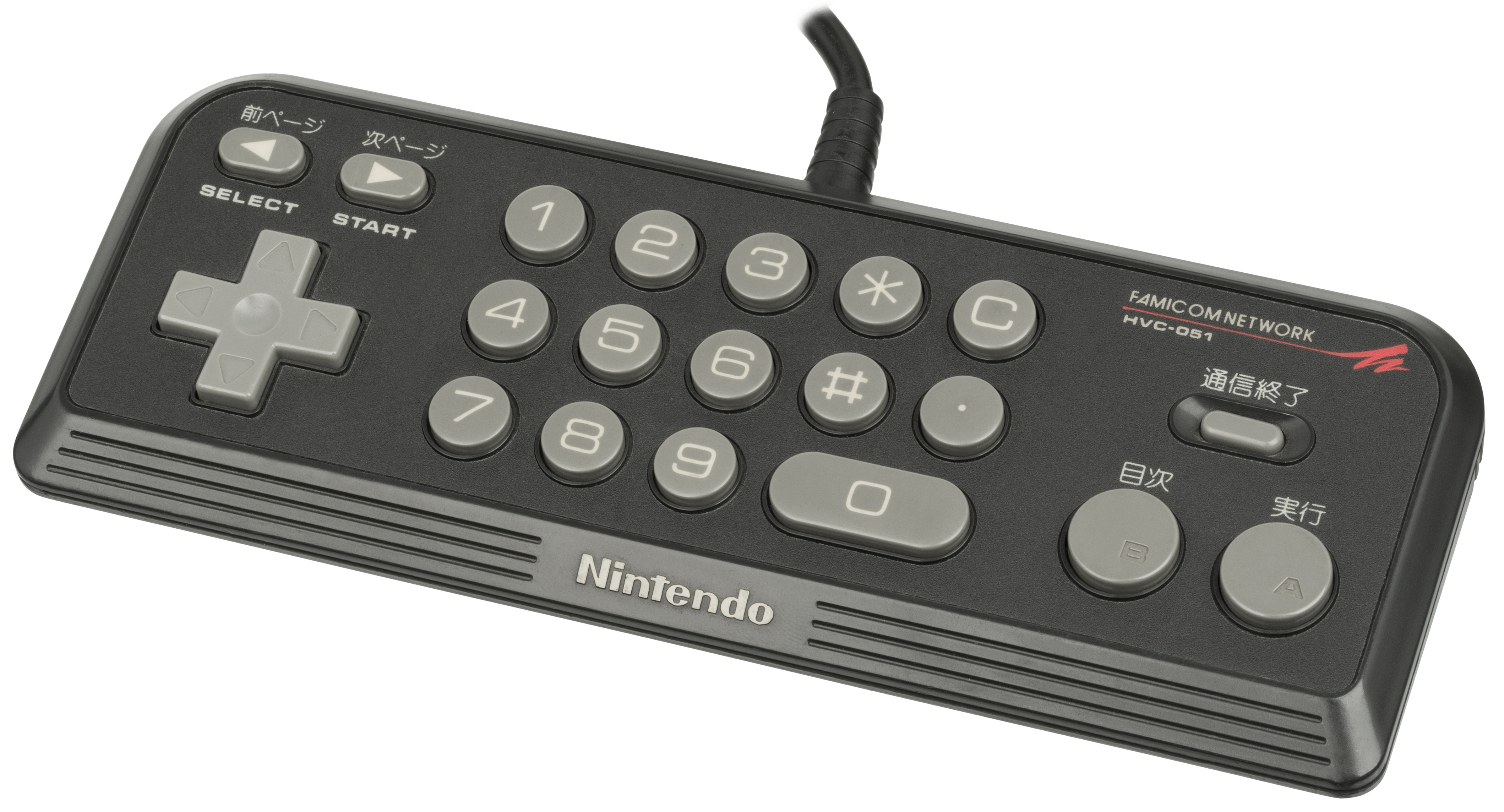
通信アダプタ用コントローラ。15ピン拡張アダプタに接続して使用する
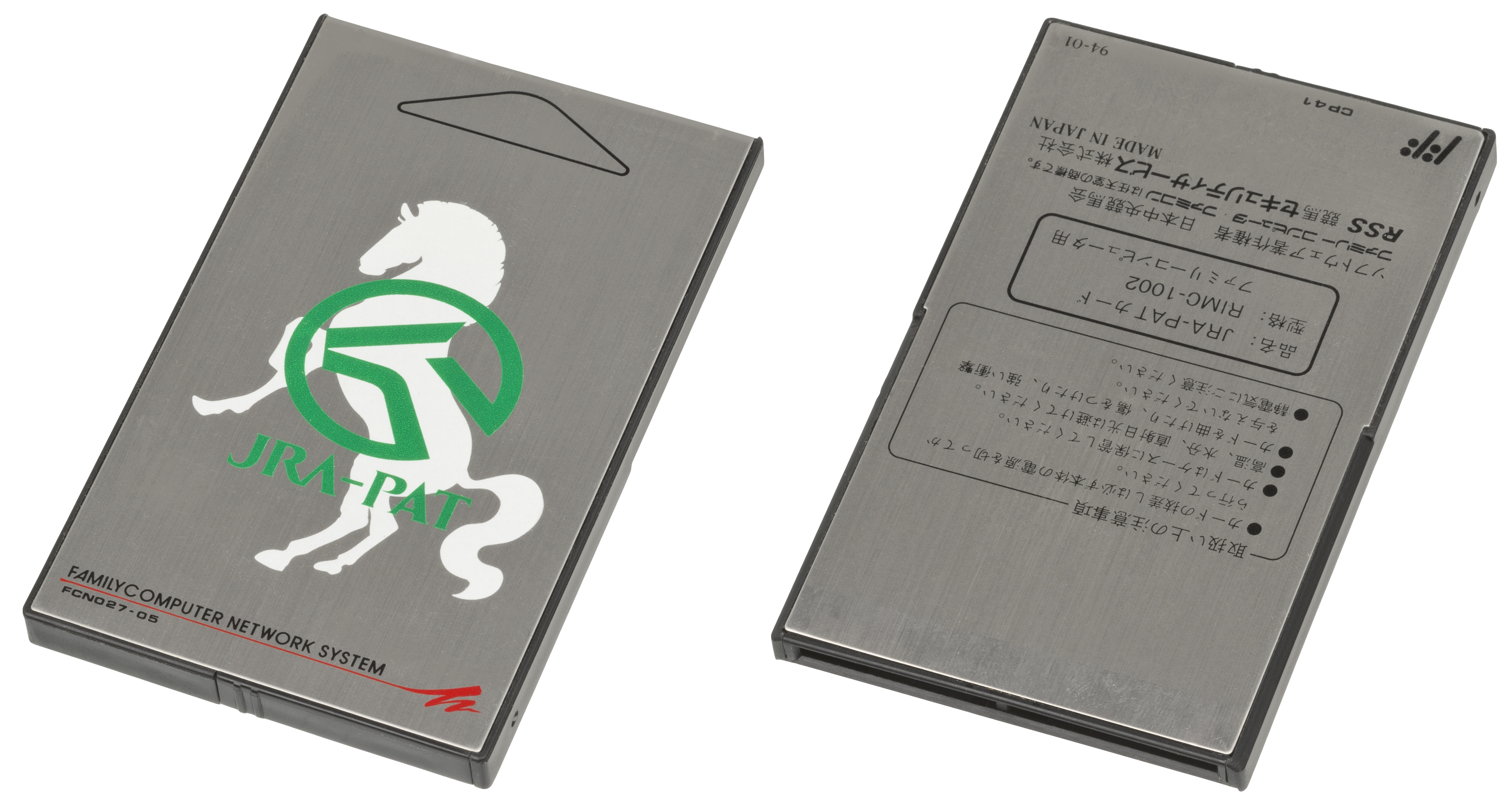
JRA-PAT カード。通信アダプタの中央カバーを展開後に挿入する

## ソフトウェア
販売用ソフトの箱や説明書は一部のタイトルを除いて仕様が統一されていた。透明樹脂製の外箱の中にディスクカードを収めた透明プラスチック製のケース、それと同サイズの平綴じ説明書、カード用ラベルシール、チラシ類が収納され、外箱の蓋にはセキュリティシールが張られていた。説明書の表紙が、そのまま箱の正面デザインを兼ねる。説明書の制作は徳間書店が請け負っていた。
ディスクシステム発売後しばらくは任天堂発売のソフトのみだった。その理由は任天堂がディスク化されたゲームの著作権の共有化を求めて、他社はこれに承服できなかったためである。結局ディスク化されたゲームの著作権の共有化はされることなく、他社からも順次発売されることになった。
任天堂以外での最初のソフトはコナミが1986年9月26日に発売した『悪魔城ドラキュラ』だった。初期から中期にかけてはコナミやスクウェア・DOGブランドからも多くのソフトが供給された。これらのメーカーから発売されたソフトはディスクシステムに搭載された音源などの特徴を活かし、完成度も高かったことから名作と評されるものも多い。一方、ファミコンの初期に参入した経緯からソフト数の制限が他社に比べて極端に甘かったナムコやハドソンはディスクシステムに注力せず、過去にROMカートリッジでリリースしたソフトをディスクシステムの書き換え用へ供給するにとどまった。
任天堂はハードメーカーの立場から、主力ソフトのメディアを再度ROMカートリッジへ移した後も書き換えによる廉価購入を前提とした新作ディスクソフトの供給を継続し、1992年（平成4年）4月発売の『クルクルランド』を最後に新作ソフトの供給を終えた。
その後1992年12月、徳間書店インターメディアが発売した『ファミマガディスク』シリーズVol.6の『じゃんけんディスク城』を最後にソフト供給は終了した。対応ソフトは199タイトル、ソフト総売り上げ数は5,339万本だった。

## 販促
ディスクカードを模したマスコットキャラクター「ディスくん」が存在し、「やればやるほど、ディスクシステム」のキャッチコピーとともにCMの最後にも登場していた。CMキャラクター（1986年 - 1987年）は所ジョージと間下このみである。

## 反響
日本にて1985年（昭和60年）5月21日に発表され、1986年1月21日の発売を延期して発売された。メーカー希望小売価格15,000円だった。
発売した当時「カセットの時代からディスクカードの時代へ」とCMで謳っていたように、ゲームの高性能化の面で期待され、ROMカートリッジを上回る容量、低価格、データのセーブ・保存が可能な点が特徴的だった。ローンチタイトルの『ゼルダの伝説』が1986年5月末時点で50万本が売れるなど、健闘したタイトルもあったが、以下の様々な要因により独自の優位性を失い、早期に衰退していった。
読み込み時間
ランダムアクセスのできないディスクメディアであるためROMカートリッジと異なり読み書きに時間がかかった。
容量
ディスクシステム発売の1986年にはすでにディスクカード（112キロバイト）を上回る容量を持つ1メガビット（128キロバイト）ROMカートリッジが開発され、7月には2メガビットの『がんばれゴエモン!からくり道中』も登場した。ディスクカード自体の容量拡大は不可能であり、大容量化の傾向となったことで、ディスクカードの容量では早い段階で限界が見え始めていた。
セーブ機能
1987年（昭和62年）にはリチウム電池によるバッテリーバックアップ機能搭載ROMカートリッジが登場し、従来型カセットでもデータのセーブ、ロードがディスクカード以上の速さで行えるようになった。
拡張音源
1988年（昭和63年）のNAMCO106、1989年（平成元年）のVRC VI、1991年（平成3年）のVRC VIIなど、拡張サウンド機能を備えたカートリッジが登場。特定メーカーだけのものであり音質・音色等も異なるが、同時発音数ではディスクシステムを上回るものもある。
扱いの難しさ
磁気メディア共通の弱点として、磁石やテレビ、スピーカーなど磁気を発する物を避けねばならない上に、埃や水分にもカートリッジ以上に弱いため、扱いには注意を要した。
価格
ユーザーにとっては通常のROMソフトより販売価格が安い点がメリットだったが、ゲームメーカー（開発する側）にとってはソフト単価が低いと利益率が下がる点がデメリットだったため、早くからファミコンに参入し貢献したサードパーティとして有利なライセンス契約を結んでいたハドソンやナムコなどは、ディスクシステムに参入していたがソフト供給には消極的で、発売したタイトルはROMソフトからの移植のみで、新規タイトルを発売しなかった。
こうしてディスクシステムはカートリッジに対する優位点を次々に失い、サードパーティはソフト開発に消極的になり撤退し始めた。末期はディスクライターでの書き換え専用ソフトが中心となっていき、1タイトル600円(税込み)となるソフトも出現した。

## 問題点

### 模造品
ディスクシステムの発売後まもなく、三才ブックス『バックアップ活用テクニック』誌上でディスクのコピー法が紹介され、後に各社からディスクの模造品が発売された。このような偽ディスクは書き換えそのものは技術的に可能だが、店頭のディスクライターでの書き換えは拒否された。そのため、後に非正規ルートで出回ったディスクシステムのコピーツールを使って不正コピーをするために使われた。また、コピーツールがなくても、ディスクカードを分解してディスクの非正規のものと磁性体を交換することで、ディスクライターでの書き換えが可能だった。
任天堂はこれに対抗してその後のディスクシステム本体にプロテクトを施したが、中にはそのプロテクトを外す業者が居た。さらには、ライトワンスメディアのデュプリケーターのような2ドライブ内蔵型のコピーマシンが製造され、モグリの書き換え業者が現れた。
また、この非純正ディスクは任天堂未認可のソフトウェアにも用いられた。ハッカーインターナショナル製ディスクなど正規ルートでは出せないアダルト要素を含むものや、市販のソフトを解析し、キャラクターやプログラムを書き換える改造ツールが一部で売られていた。

### 本体の故障
任天堂のゲーム機は、湾岸戦争の爆撃にも耐えたゲームボーイや、エベレスト山頂でも壊れないニンテンドーDSなど、故障に非常に強く頑丈だと評価されているが、ディスクシステムに関しては経年とともにほとんどの機体がディスクを読み込めなくなっている。これは、ディスクドライブ内のポリウレタンゴム製平ベルトが劣化により溶解・硬化し、千切れたり伸びたりすることが原因である。
2007年10月までは平ベルト（税別200円）の交換を中心に任天堂が修理に応じていた。平ベルトの交換に関しては在庫切れになる以前から任天堂純正品を取り寄せて自ら修理するユーザーもおり、インターネット上ではそうした試行錯誤の成果が多くのサイトで公開されている。ディスクシステム自体の構造が複雑なため簡単とは言えないが、こうしたサイトを参考に、代替となる平ベルトを用いて個人で修理することは可能である。ツインファミコンもディスクシステムと同時期に平ベルトが傷み、修理するための分解作業もディスクシステムよりも更に複雑である。